# Šindelná
Šindelná je hora v Moravskoslezských Beskydech, 10 km jihojihozápadně od Třince a 1 km od o 29 m vyššího Javorového.
Na velmi ploché a zároveň protáhlé vrcholové části dosahuje výšek od 990 m n. m. po nejvyšší bod nalézající se ve výšce 1003 m n. m. Vrcholová část je dlouhá téměř 600 m a široká maximálně 150 m. Vrchol je zalesněný smrkem, místy paseky, v sedle s Javorovým malá louka.

## Přístup

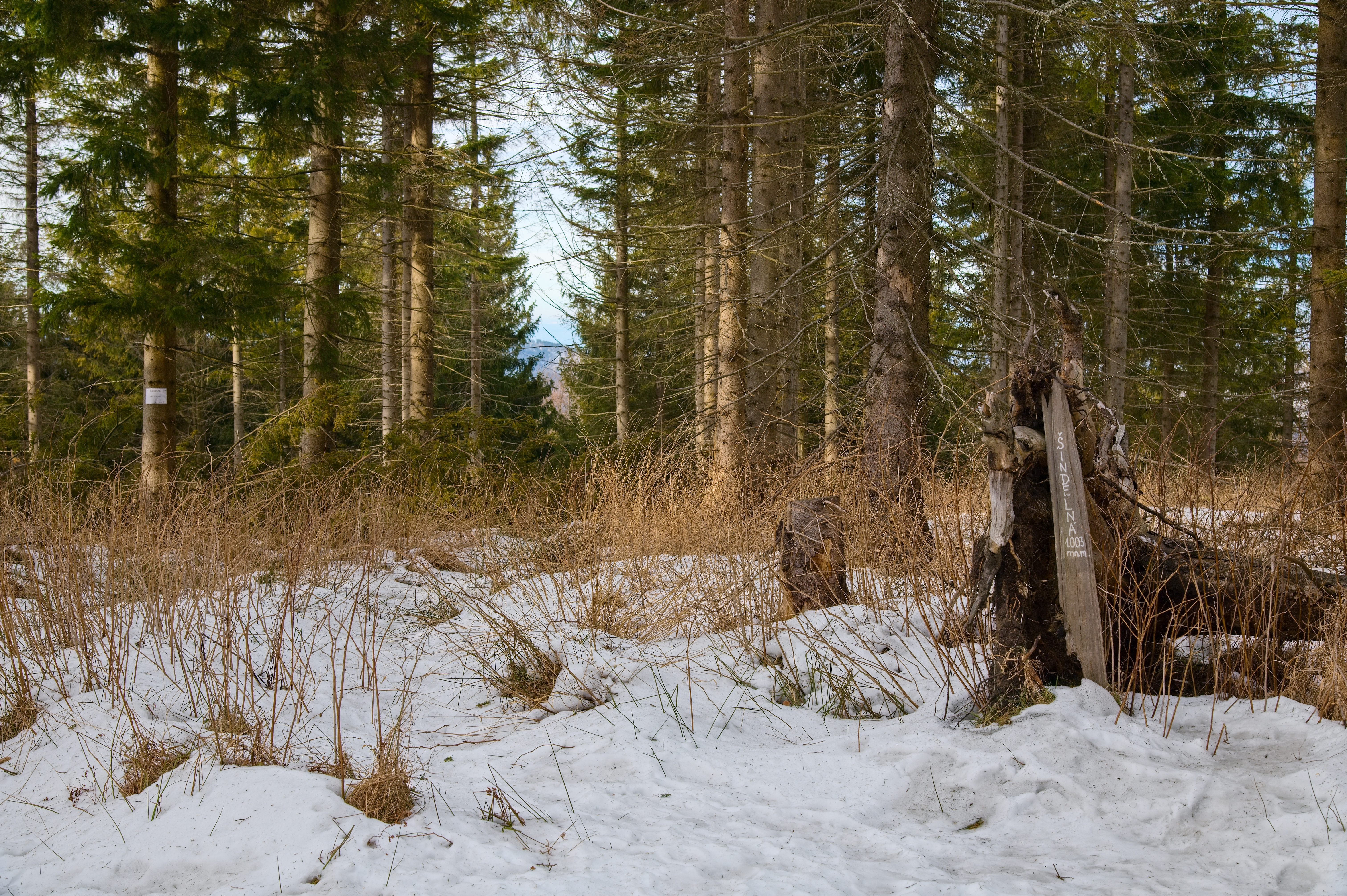
Vrchol Šindelné

Nejjednodušší přístup vede lanovkou na Malý Javorový a dále po modré značce přes Javorový a dál směrem na Ropicí. Od horní stanice lanovky až na vrchol to jsou asi 3 km.